# Верхній Сутай
Верхній Сутай (рос. Верхний Сутай) — село Мухоршибірського району, Бурятії Росії. Входить до складу Сільського поселення Насартуйського.
Населення — 70 осіб (2015 рік).